# Williams FW22
La Williams FW22 è una vettura di Formula 1, con cui la scuderia britannica affronta il campionato 2000.

## Livrea
Cambia la livrea in casa Williams, che dal biancorosso Winfield del precedente biennio passa al biancoblù dettato, più che altro, dall'arrivo di un nuovo fornitore di motori, BMW, che subentra ai deludenti Supertec. Un cambio di design che rispecchia i colori aziendali bavaresi e che aveva avuto un'anteprima a fine 1999 quando, in un test all'A1-Ring, era stato portato al debutto il nuovo propulsore BMW montato su una FW21 in versione test car, in livrea blu con inserti bianchi; tale rapporto cromatico sarà invertito sulla livrea definitiva della FW22.
Gli sponsor che appoggiano quest'anno la casa di Grove sono la Castrol come fornitrice dei lubrificanti, la Petrobras come fornitrice del carburante e Intel, Nortel, Compaq, Reuters e 1180.COM come marchi pubblicitari sulla livrea. Le gomme, quest'anno, sono fornite dall'azienda nipponica Bridgestone.

## Stagione
Inizia la collaborazione con il motorista BMW che durerà per i successivi cinque anni. Viene confermato Ralf Schumacher, mentre Jenson Button fa il suo esordio in Formula 1. I migliori risultati sono tre terzi posti di Schumacher (Australia, Belgio e Italia); la stagione si conclude al terzo posto in classifica costruttori.

## Risultati completi in Formula 1
| Anno | Team        | Motore          | Gomme | Piloti        |     |   |     |   |    |     |     |    |   |     |   |   |   |     |     |     |     | Punti | Pos. |
| ---- | ----------- | --------------- | ----- | ------------- | --- | - | --- | - | -- | --- | --- | -- | - | --- | - | - | - | --- | --- | --- | --- | ----- | ---- |
| 2000 | Williams F1 | BMW E41 3.0 V10 | B     | R. Schumacher | 3   | 5 | Rit | 4 | 4  | Rit | Rit | 14 | 5 | Rit | 7 | 5 | 3 | 3   | Rit | Rit | Rit | 36    | 3º   |
| 2000 | Williams F1 | BMW E41 3.0 V10 | B     | Button        | Rit | 6 | Rit | 5 | 17 | 10  | Rit | 11 | 8 | 5   | 4 | 9 | 5 | Rit | Rit | 5   | Rit | 36    | 3º   |